# She Rides Shotgun
She Rides Shotgun — американский художественный фильм режиссёра Ника Роуланда с Тэроном Эджертоном в главной роли. Экранизация одноимённого романа Джордана Харпера. Сценаристами стали Бен Коллинз и Люк Пиотровски.

## Сюжет
Нейт пытается начать новую жизнь после освобождения из тюрьмы. Однако он вынужден спасаться от своих врагов вместе с дочерью Полли, которая выросла без него.

## В ролях
- Тэрон Эджертон — Нейт Маккласки[2]
- Ана София Хегер — Полли Хафф [источник не указан 277 дней]
- Роб Янг - Джон Парк
- Джон Кэрролл Линч - Хаузер
- Одесса А’Зион - Шарлотта
- Дэвид Лайонс - Джимми

## Производство
В июне 2023 года Тэрон Эджертон получил главную роль в проекте, а Ник Роулэнд стал режиссёром, переработав сценарий Бена Коллинза и Люка Пиотровски, написанный на основе исходного материала Джордана Харпера. В октябре 2023 года стало известно, что производством фильма займутся компании Fifth Season, Makeready и Superfrog. Тэрон Эджертон исполнит главную роль и выступит в качестве исполнительного продюсера.
Основные съёмки проходили в январе и феврале 2024 года. В ролях второго плана: Ана София Хегер, Роб Янг, Джон Кэрролл Линч, Одесса А’зион и Дэвид Лайонс.
Премьера состоялась 1 августа 2025 года.